# Seloignes
Seloignes is een dorp in de Belgische provincie Henegouwen en een deelgemeente van de Waalse gemeente Momignies.

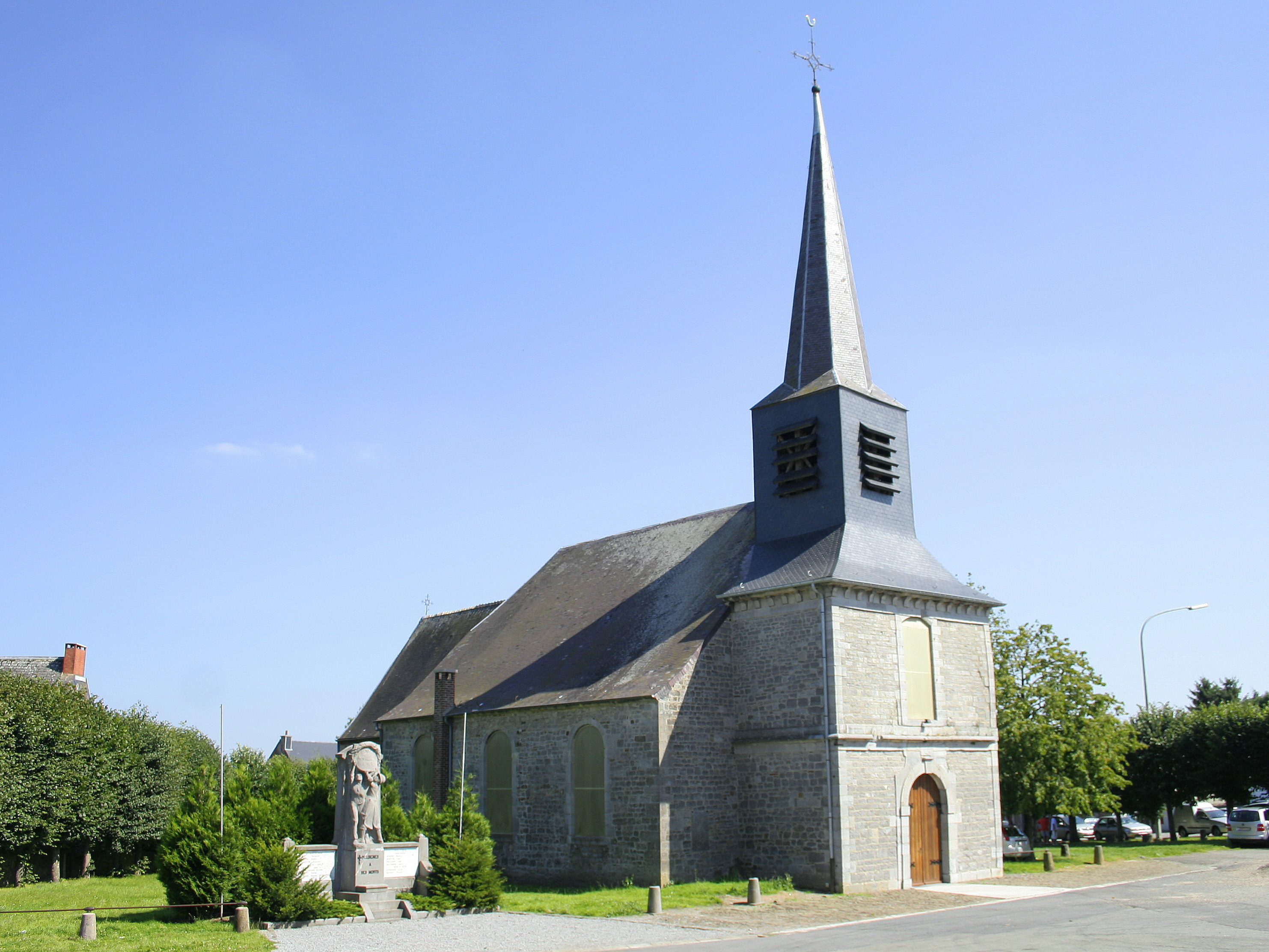
Église Saint-Nicolas

## Geschiedenis
Seloignes werd een gemeente op het eind van het ancien régime. Het gehucht Forge-Philippe werd in 1903 afgesplitst als zelfstandige gemeente. Bij de gemeentelijke herindeling van 1977 werd Seloignes een deelgemeente van Momignies.

## Demografische ontwikkeling
- Bronnen:NIS, Opm:1831 tot en met 1970=volkstellingen
- 1910:Afsplitsing van Forge-Philippe in 1903

## Bezienswaardigheden
- De Église Saint-Nicolas